# Tauriac (Lot)
Tauriac – miejscowość i gmina we Francji, w regionie Oksytania, w departamencie Lot.
Według danych na rok 1990 gminę zamieszkiwały 293 osoby, a gęstość zaludnienia wynosiła 36 osób/km² (wśród 3020 gmin regionu Midi-Pyrénées Tauriac plasuje się na 774. miejscu pod względem liczby ludności, natomiast pod względem powierzchni na miejscu 1235.).